# Evangelický kostel (Sokolov)
Kostel Českobratrské církve evangelické nebo jen Evangelický kostel je farní kostel v Sokolově v Karlovarském kraji.
Kostel je sídlem farního sboru Českobratrské církve evangelické v Sokolově.

## Historie
V souvislosti s hnutím „Pryč od Říma“ docházelo na konci devatenáctého a počátku dvacátého století k posílení vlivu protestantských církví. Časté byly přestupy věřících z katolické církve do evangelické a koncem 19. století nastal v souvislosti s rozvojem průmyslu a hornictví příliv obyvatelstva s evangelickým vyznáním. Nárůst věřících evangelíků vyústil v roce 1899 do obnovení činnosti evangelické církve v Sokolově. Zároveň se řešila otázka kostela. Soutěže na projekt kostela, vyhlášené v roce 1902, se zúčastnili regionální stavitelé Emil Lifka a Josef Theierl a německý architekt Julius Zeissig z Lipska. V architektonické soutěži byl vybrán návrh lipského architekta. Stavba kostela na konci tehdejší Schillerovy ulice (dnešní nábřeží Petra Bezruče) proběhla v letech 1903–1904 a kostel byl slavnostně vysvěcen 19. června 1904 jako kostel svatého Kříže. Tento název se však neujal. V některých pramenech je uváděn jako kostel svatého Tomáše. Vedle kostela byla v letech 1907–1910 postavena budova fary, rozšířená roku 1923.
V 90. letech 20.  století byl kostel opraven a je v užívání Českobratrské církve evangelické.

## Stavební podoba
Definitivní podoba kostela se poněkud lišila od projektu architekta Zeissiga, na který bylo vydáno stavební povolení. Například odlišné bylo řešení věže.
Kostel byl postaven v eklektickém stylu s novorománskými a secesními prvky. 
Evangelický kostel je jednolodní obdélná stavba s pětibokým presbytářem a mohutnou hranolovou věží. Věž je asymetricky usazená v hmotě lodi a nevystupuje z hlavního průčelí. Ve vrcholu je prolomena výraznými oblouky a zakončena jehlancovou střechou. Na jihovýchodním boku věže se nachází malá půlkruhová apsida s konchou. Na protilehlém boku byla k presbytáři přistavena sakristie. Novorománský styl je zastoupen například půlkruhově ukončenými okny nebo obloučkovým vlysem. Vzhled kostela je organicky doplněn secesními architektonickými prvky, jakými jsou například ozdobné reliéfy kolem portálu nebo dekorativní členění fasády věže. Průčelí kostela zdobí ve vrcholu štítu sedlové střechy mozaika Krista krále. Je umístěna v mělké edikule zdobené secesními ornamenty. Mozaika s křesťanskou symbolikou je i nad vchodovými dveřmi.
Loď je plochostropá se šikmými boky. Nad vstupním prostorem se nachází dřevěná kruchta s varhanami z drážďanské firmy Julius Jahn & Sohn. Ve věži jsou umístěny dva zvony, viditelné velkými okny, které pocházejí z dílny chomutovské firmy rodiny Heroldů. Na oltáři je umístěn obraz z roku 1903 s námětem Povolání svatého Petra. Klenba presbytáře je vyzdobena malbou Ducha svatého. Další malby se nachází na kazatelně, vždy po dvou evangelistech v jednom poli řečniště.